# Демянович, Антон Каэтанович
Демянович Антон Каэтанович (1856—1916) — член Государственной думы Российской империи I, II, III и IV созывов от Бессарабской губернии. Действительный статский советник.

## Биография

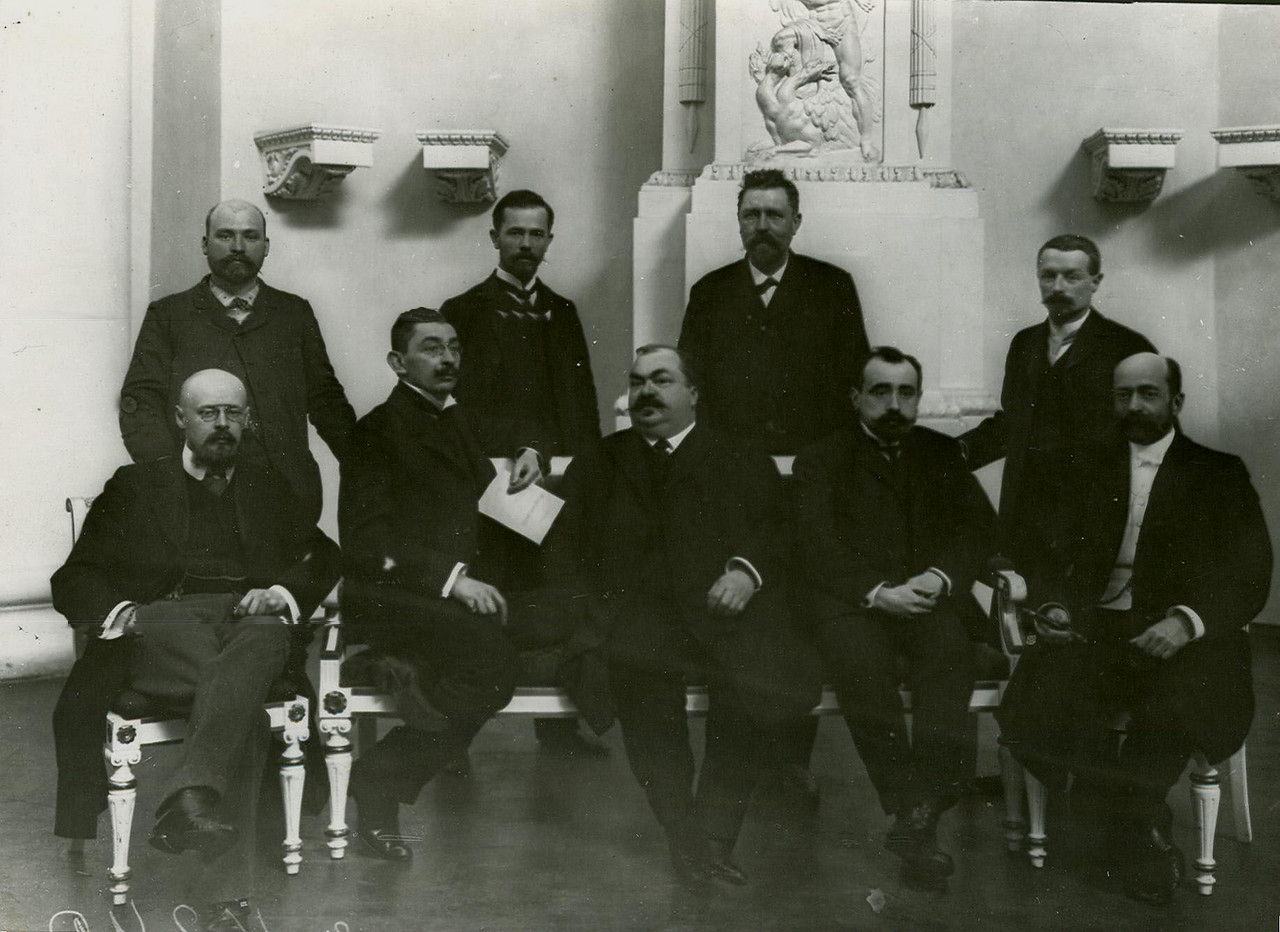
Члены 2-й Государственной думы от Бессарабской губернии. Стоят: Е. А. Меленчук, А. Э. Третьяченко, И. Г. Герстенбергер, Д. Н. Святополк-Мирский; сидят: В. М. Пуришкевич, П. Н. Крупенский, А. К. Демянович, П. В. Синадино, А. А. Крушеван

Родился 18 апреля 1856 (по другим данным 1858) года в семье купца второй гильдии Каэтана Демяновича. Армянин католического вероисповедания. Воспитывался в Австро-Венгрии. В 1875 году окончил реальное училище в Черновцах и поступил в Венский политехнический институт, который закончил в 1880 году. Купец и землевладелец (7-7,5 тыс. десятин) в селе Цареград Сорокского уезда Бессарабской губернии, где находилось его родовое имение. Владелец кукурузно-паточного завода в Одессе. Вдовец, отец троих детей.
В 1887 году был гласным Сорокского уездного земства, а позже гласным Бессарабского губернского земства. С 1888 года — почётный мировой судья Сорокского уезда. Попечитель Гриноуцкого сельскохозяйственного училища. Состоял в Бессарабской партии Центра.
В 1906 году был избран членом Государственной думы I созыва от общего состава выборщиков Бессарабского губернского избирательного собрания. Беспартийный, с июня 1906 входил в Группу мирного обновления. Внес в Думу записку с проектом аграрной реформы.
В феврале 1907 был переизбран в II Государственную думу от общего состава выборщиков Бессарабского губернского избирательного собрания. Член фракции «Союз 17 октября» и Группы умеренных, член аграрной комиссии. Будучи октябристом, выступал за упрочение конституционной монархии, против произвола бюрократии, за введение гражданских и политических свобод.
В ноябре 1907 года вновь стал депутатом Государственной думы от Бессарабской губернии. В Думе становится членом фракции умеренно-правых, позже — членом русской национальной фракции, а с мая 1911 входит во фракцию центра. Состоял в пяти комиссиях — бюджетной, продовольственной, о путях сообщения, по вероисповедным вопросам, сельскохозяйственной.
В середине 1912 г. был возведён в потомственные дворяне и удостоен чина действительного статского советника.
В ноябре 1912 года был избран членом четвёртого созыва Государственной думы от Бессарабской губернии. Входил во фракцию центра и состоял членом шести комиссий — о торговле и промышленности, по рабочему вопросу, по местному самоуправлению, по вероисповедным вопросам, о путях сообщения, по городским делам. Вступил в Прогрессивный блок.
За год до роспуска IV Думы заболел и по совету врачей уехал лечиться на юг России. Последние свои дни провёл в Одессе, где и скончался 27 октября 1916 года.

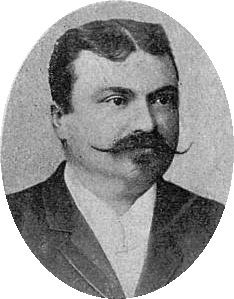
А. К. Демьянович, 1906
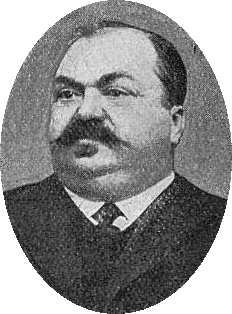
А. К. Демьянович, 1913